# Espot
Espot é um município da Espanha na comarca de Pallars Sobirà, província de Lérida, comunidade autónoma da Catalunha. Tem 97,3 km² de área e em 2021 tinha 366 habitantes (densidade: 3,8 hab./km²).
A economia do município é de grande parte baseada no turismo, graças a estância de esqui e o turismo rural. Também há indústrias de leite e a criação de gado, especificamente bovinos. Existem várias hidroeletricas na área, incluído Sant Maurici, Lladres e Espot.
Desde o final do século XV até o fim do antigo regime, os núcleos que hoje compõem o município pertenceu aos Duques de Cardona e o marquês de Pallars. Espot aparece mencionado em documentos datados de 839.

## Demografia
| Variação demográfica do município entre 1991 e 2004 [carece de fontes?] | Variação demográfica do município entre 1991 e 2004 [carece de fontes?] | Variação demográfica do município entre 1991 e 2004 [carece de fontes?] | Variação demográfica do município entre 1991 e 2004 [carece de fontes?] |
| ----------------------------------------------------------------------- | ----------------------------------------------------------------------- | ----------------------------------------------------------------------- | ----------------------------------------------------------------------- |
| 1991                                                                    | 1996                                                                    | 2001                                                                    | 2004                                                                    |
| 243                                                                     | 272                                                                     | 309                                                                     | 364                                                                     |